# Fockbek
Fockbek (dänisch Fokbæk, plattdt.: Fockbeek) ist eine Gemeinde im Kreis Rendsburg-Eckernförde in Schleswig-Holstein.

## Geografie

### Geografische Lage
Das Gemeindegebiet von Fockbek erstreckt sich nördlich des Laufes der Untereider westlich von Rendsburg. Das Gemeindegebiet liegt im Süden des Naturraums Schleswiger Vorgeest (Haupteinheit Nr. 697). Der fischförmige Fockbeker See (auch Armensee) liegt im Gemeindegebiet.

### Ortsteile
Neben dem namensgebenden Randort, liegen auch die Häusergruppen Barris, Ernsttal, Fockbekfeld, teilweise Posthof, außerdem die Hofsiedlungen Knüll und  Langenbrook, ebenso auch teilweise das weitere Dorf Ahrenstedt als weitere Wohnplätze in der Gemeinde.

### Nachbargemeinden
Direkt an Fockbek angrenzende Gemeindegebiete sind:
|                      | Alt Duvenstedt                              | Rickert   |
| Hohn                 | Kompassrose, die auf Nachbargemeinden zeigt | Rendsburg |
| Elsdorf-Westermühlen | Nübbel                                      |           |

## Geschichte
Der Ort, durch den der Ochsenweg führte, wurde erstmals als Fokabikre in der „Guldholm-Urkunde“ vom 31. März 1196 erwähnt. Tatsächlich jedoch beweisen Funde aus vergangenen Tagen, dass der Ort eine der ältesten Gründungen im nördlichen Eiderbereich ist. Die ältesten Fundstücke, die in der Fockbeker Flur gefunden worden sind, stammen aus der mittleren Steinzeit (8000–3000 v. Chr.)
Im Süden der Gemeinde bestand vom Frühen Mittelalter bis zum Bau des Eider-Kanals (1776–1784) die Grönsfurt durch die Eider. An ihr fanden im Jahre 811 und in den folgenden Jahren des 9. Jahrhunderts Friedensverhandlungen zwischen dem dänischen Frühreich und dem Fränkischen Reich statt. Zu ihr führt der Grönsfurther Weg, ein sehr gut erhaltenes Teilstück des Ochsenweges. An der ehemaligen Grönsfurt befinden sich weitere archäologische Denkmale sowie ausgedehnte Binnendünen als Naturdenkmale.
Mit Beginn des 19. Jahrhunderts veränderte sich das „Gesicht“ der Gemeinde. Das landwirtschaftlich geprägte Fockbek entwickelte sich nach und nach zu einer modernen Wohngemeinde mit vielen Gewerbebetrieben. Der zwischen 1910 und 1912 vorgenommene Ausbau der Eisenbahnstrecke entlang des Ortes begünstigte dieses. Fockbek erhielt einen Haltepunkt an der Bahnstrecke Husum–Erfde–Rendsburg.
Am 12. Dezember 1991 gab es ein Attentat auf zwei Mitarbeiter des Abwasserzweckverbands in Westerrönfeld. Ein Landwirt aus Fockbek, der die zwei Beamten erschossen hatte, fuhr daraufhin mit seinem mit Sprengstoff beladenen Auto gegen das Rathaus in Fockbek. Danach erschoss er sich selbst.
Aufgrund reger Nachfrage hat die Gemeinde Fockbek im Jahr 2008 ein weiteres Gewerbegebiet in Größe von 11 ha Größe erschlossen.

### Ausgliederungen
Am 1. Januar 1977 wurde ein Teilgebiet mit damals mehr als 25 Einwohnern in die Kreisstadt Rendsburg umgegliedert.

## Politik
Seit 1998 hat Fockbek eine hauptamtliche Verwaltung und führt seitdem die Verwaltungsgeschäfte des gleichnamigen Amtes durch. Seit dem 1. Januar 2008 bildet Fockbek eine Verwaltungsgemeinschaft mit dem Amt Hohner Harde und führt die Geschäfte auch für dieses Amt.

### Gemeindevertretung
Bei der Kommunalwahl am 14. Mai 2023 wurden insgesamt 19 Sitze vergeben. Die CDU und die SPD erhielten je sieben Sitze, die Unabhängige Wählergemeinschaft Fockbek erhielt fünf Sitze.

### Bürgermeisterin
Hauptamtliche Bürgermeisterin ist seit Januar 2020 Tanja Petersen (parteilos). Sie wurde Nachfolgerin von Holger Diehr (CDU) (hauptamtlicher Bürgermeister von 2014 bis 2019).

### Wappen
Blasonierung: „In Rot ein schrägrechter silberner Wellenbalken, nach der Figur belegt mit einem blauen Hering und einem blauen, den Hering verfolgenden Aal.“
Das in den schleswig-holsteinischen Landesfarben kolorierte Wappen nimmt Bezug auf die Geschichte vom Aalversupen.

### Partnergemeinde
Seit 1990 besteht eine Partnerschaft zum über 300 km entfernten Mirow in Mecklenburg-Vorpommern. Fockbeker Bürger, die in der Stadt Mirow geboren sind, brachten den seinerzeitigen Bürgermeister Schadwinkel auf diesen Ort. Bis heute findet eine rege Zusammenarbeit zwischen den Orten statt. Gegenseitige Besuche stehen fest auf dem Jahresprogramm.

## Wirtschaft und Infrastruktur

### Unternehmen/allgemeine Wirtschaftsstruktur
In Fockbek befinden sich die Hobby-Wohnwagenwerke. Das Unternehmen stellt einen großen Teil der Arbeitsplätze im Ort.
Insgesamt gibt es rund 450 Betriebe, die über 2500 Arbeitsplätze zur Verfügung stellen.

### Bildung
In Fockbek gibt es eine Grund- und Gemeinschaftsschule („Bergschule Fockbek“). Etwa 1100 Schülerinnen und Schüler aus 13 umliegenden Gemeinden werden hier beschult. Unterricht wurde bereits vor Erlass der Verordnung wegen besserer Einrichtung der teutschen Schulen, besonders auf dem Lande, in dem Herzogthum Hollstein, Königl. Antheils. d.d. Christiansburg zu Copenhagen den 31. Dec. 1747 erteilt. Der Unterricht fand zunächst in einer kleinen reetgedeckten Kate am Fockbeker See (früher: „Armensee“), später im Schulhaus im Ort statt.

### Verkehr
Fockbek liegt westlich von Rendsburg an der Gabelung der Bundesstraßen 202 und 203. Von 1910 bis 1974 bestand der Bahnhof Fockbek an der Bahnstrecke Rendsburg–Husum, der mit der Einstellung des Personenverkehrs geschlossen wurde. Der Güterverkehr wurde 1999 eingestellt, die Gleise im Gemeindegebiet zurückgebaut. Bis Ende 2024 wird die noch bestehende Strecke bis zum neuen Haltepunkt Rendsburg-Seemühlen reaktiviert, der etwa 400 Meter außerhalb Fockbeks liegt, und stündlich durch die Regionalbahnlinie 75 bedient. Eine Verlängerung der Strecke bis nach Fockbek wäre bei Interesse der Gemeinde zu einem späteren Zeitpunkt möglich.

## Sehenswürdigkeiten
In der Liste der Kulturdenkmale in Fockbek stehen die in der Denkmalliste des Landes Schleswig-Holstein eingetragenen Kulturdenkmale.

## Persönlichkeiten
In Fockbek geboren wurden:
- Ernst Voß (1842–1920), Mitbegründer der Hamburger Werft Blohm + Voss.
- Hans Schlothfeldt (1890–1966), Ingenieur und Heimatforscher
- Claus Stolley (1898–1965), Maler
- Martin Claußen (* 1955), Meteorologe und Klimaforscher
- Wilfried Weinke (* 1955), Literaturwissenschaftler und Kurator
- Frank Beuster (* 1961), Lehrer und Sachbuchautor

Ehemalige Bürgermeister:
- Pierre Gilgenast (SPD, 1998 bis 2012)
- Holger Diehr (CDU, 2014 bis 2019)

## De Aalversupers
Fockbeks Sage handelt vom Aalversupen (plattdeutsch für Aal-Ersäufen oder Aal-Ertränken). Der Erzählung zufolge wollten die Dorfbewohner im Fockbeker See Heringe züchten, wofür sie auf dem Rendsburger Markt gekaufte Salzheringe in den See schütteten. Als sie im darauf folgenden Jahr das Seewasser abließen, um die Früchte ihrer Bemühungen zu ernten, fanden sie keinen einzigen Hering mehr, sondern nur einen Aal, der sich im Schlamm räkelte. Die Fockbeker schlossen daraus, dieser Aal habe all die Heringe aufgefressen. Im Zuge der Beratungen über die grausamste mögliche Strafe für den „Übeltäter“ plädierte ein Dorfbewohner, der einmal beinahe ertrunken wäre, dafür, den Aal zu ertränken (plattdeutsch: versupen). Gesagt, getan: Sobald der See wieder gefüllt war, wurde der Aal an der tiefsten Stelle ins Wasser geworfen. Als er sich in den Fluten wand, kommentierten die Fockbeker: „Sieh an, wie er sich quält!“ und „Er ertrinkt! Er ertrinkt!“; auf plattdeutsch: „He versupt! He versupt!“, daher „De Aalversuper“. Um sich die Stelle zu merken, wo sie den Aal ertränkt hatten, machten sie sich eine Kerbe an der entsprechende Seite des Bootes.
Diese Spottgeschichte ist angeblich von den Bewohnern der benachbarten Stadt Rendsburg erfunden worden und sollte die Einfalt der Bewohner des westlichen Nachbardorfs wiedergeben. Letztlich waren Streitigkeiten über die Fischereirechte ursächlich.